# 莫尔尼昂艾
莫尔尼昂艾（法語：Mauregny-en-Haye）是法国上法兰西大区埃纳省的一个市镇，属于拉昂区和吉尼库尔县。该市镇2009年时的人口为420人。

## 人口
莫尔尼昂艾人口变化图示
| 数据来源：INSEE |